# Psaliodes fractifascia
Psaliodes fractifascia är en fjärilsart som beskrevs av Paul Dognin 1903. Psaliodes fractifascia ingår i släktet Psaliodes och familjen mätare. Inga underarter finns listade i Catalogue of Life.